# تکلا
تکلا (به انگلیسی: Tekla) نام مجموعه‌ای از نرم افزارهای قدرتمند برای مدل‌سازی اطلاعات ساختمان و سه بعدی کردن سازه‌های ساختمانی و صنعتی است.

محیط نرم‌افزار Tekla Structures

نرم‌افزار Tekla Structures ابزار قدرتمند و در عین حال ساده ای برای مدلسازی سه بعدی سازه با جزییات کامل می‌باشد. تیر، ستون، مهاربندها، تمامی اتصالات و اجزا، پیج و مهره، جوش، برش گیر و… در تکلا قابل مدلسازی است. با مدلسازی دقیق سازه در Tekla می‌توان کلیه ایرادات احتمالی ساخت و مشکلات اجرایی را به راحتی شناسایی و رفع نمود.
یادگیری تکلا را به دانشجویان و مهندسان عمران علاقه‌مند به طراحی، ساخت و اجرای سازه‌ها، بخصوص سازه‌های فولادی توصیه می‌شود. ضمناً مهندسان با استفاده از مدل سه بعدی سازه و گزارشات برنامه لیست دقیقی از مصالح مصرفی را در اختیار خواهند داشت و در برآورد هزینه‌های اسکلت فلزی جهت متره و برآورد بسیار مفید است.

## کاربرد
از مدل سه بعدی آن می‌توان استفاده‌های زیر را به عمل آورد:
- تهیه نقشه‌های شاپ در سطوح مختلف
- تهیه mto یا همان متره از تمامی اجزاءسازه از جمله پیچ و مهره‌ها. ورق‌ها. مقاطع و…
- امکان ارسال مدل به نرم‌افزارهای گوناگون جهت clash check امکان ایجاد نمایش دهنده و…

در حال حاضر اکثر شرکت‌های معتبر نفت و گاز و پتروشیمی همچنین شرکت‌های ساختمانی از این نرم‌افزار بهره می‌برند. در گذشته ایجاد نقشه شاپ به وسیله کاربر در محیط AUTOCAD انجام می‌گرفت که نیاز به زمانی بسیار طولانی داشت واحتمال خطا نیز بالا می‌رفت. برخی شرکت‌هایی در این بخش که از این نرم‌افزار در پروژهای خود در خاور میانه بهره می‌برند عبارتند از: شرکت PIDEC، شرکت SEZA ترکیه، گروه دافوس DAFOUS، شرکت ماشین‌سازی تاشا، شرکت LINDE آلمان.

محیط نرم‌افزار Tekla Structures

## اجزا
این نرم‌افزار شامل ۳ بخش مدلینگ، نقشه‌گیری و گزارش‌گیری است.
رقیب اصلی نرم‌افزار تکلا استراکچرز در بازار رویت و آرشیتکچرال دسکتاپ می‌باشد.

## در ایران
تکلا استراکچر از سال ۱۳۸۰ شمسی در ایران آموزش و گسترش یافت؛ و شرکت‌های نفت و گاز ایرانی از پیشگامان استفاده این نرم‌افزار در ایران بودند.